# Angry Birds: Филмът
„Angry Birds: Филмът“ (на английски: The Angry Birds Movie) е компютърна анимация от 2016 г., базиран по едноименната поредица видеоигри на Rovio Entertainment, продуциран от Кълъмбия Пикчърс и Rovio Animation и е разпространен от Sony Pictures Releasing. Режисиран е от Клей Кейтис и Фъргал Рейли в техните режисьорски дебюти, по сценарий на Джон Вити. Озвучаващия състав се състои от Джейсън Судейкис, Джош Гад, Дани Макбрайд, Мая Рудолф, Кейт Маккинън, Шон Пен, Тони Хейл, Кийгън Майкъл-Кий, Бил Хейдър и Питър Динклидж.
Филмът е пуснат в Съединените щати и Канада на 20 май 2016 г. Филмът спечели $352 милиона в световен мащаб и стана четвъртият високобюджетен филм на всички времена да бъде базиран на видео игра, отвъд „Warcraft: Началото“ (2016), „Покемон: Детектив Пикачу“ (2019) и „Rampage: Унищожителите“ (2018). Сони Пикчърс Анимейшън, който не участва с този филм, ко-продуцира продължението „Angry Birds: Филмът 2“, с Rovio Entertainment и е пуснат на 14 август 2019 г.

## Актьорски състав
- Джейсън Судейкис – Ред
- Джош Гад – Чък
- Дани Макбрайд – Бомб
- Мая Рудолф – Матилда / Попи
- Шон Пен – Терънс
- Кейт Маккинън – Стела / Ева
- Питър Динклидж – Могъщия орел
- Бил Хейдър – Крал Ленърд
- Тони Хейл – Рос, Миме и Сайръс
- Кийгън Майкъл-Кий – Съдия Пекинп
- Блейк Шелтън – Ърл
- Чарли XCX – Уилоу
- Антъни Падиля – Хал
- Иън Хекокс – Бабълс
- Титус Бърджис – Фотог
- Били Айкнър – Прасе готвач / Филип
- Ханибал Бърес – Едуард
- Айк Баринхолц – Тайни
- Макс Чарлс – Боби
- Джилиън Бел – Хелене / Йога инструктор
- Кристела Алонзо – Шърли
- Даниел Брукс – Моника / Олив
- Кевин Бигли – Грег
- Ромео Сантос – Ранна птица
- Ейва Акрес – Тимъти
- Алекс Борщайн – София Бърд / Пеги Бърд
- Малена Брюър – Ариана Бърд
- Винсет Осуолд – Дилън Хатчлинг
- Саманта Коен – Саманта Чалинг
- Джош Робърт Томпсън – Брад Бърд / Дейн, прасето сакософнист
- Мат Маккарти – Родни Пиг / Джон Хам (кредитран като Прасе акробат)
- Мат Тейлър – Хамилтън Пиг / Оинки
- Маккена Грейс – Ела Бърд
- Али Уонг – Бети Бърд
- Фред Тарашор – Монте Пиг
- Бела Лаудиеро – Мая Бърд
- Джон Коен – Джони Бърд

## В България
В България филмът е пуснат по кината от Александра Филмс на 13 май 2016 г.

### Синхронен дублаж
| Роля         | Изпълнител             |
| ------------ | ---------------------- |
| Ред          | Слави Трифонов         |
| Чък          | Иво Сиромахов          |
| Бомб         | Стоян Цветков          |
| Матилда      | Александра Сърчаджиева |
| Стела        | Лина Шишкова           |
| Могъщия орел | Николай Урумов         |
| Ленард       | Краси Радков           |
| Сайръс       | Николай Станоев        |
| Съдия Пекинп | Георги Спасов          |
| Ърл          | Радослав Рачев         |
| Хал          | Стефан Младенов        |
| Бaбълс       | Георги Милчев-Годжи    |
| Боби         | Мартин Чернев          |
| Шърли        | Албена Михова          |
| Бърт         | Георги Стоянов         |

- Това е единствения озвучен филм на Слави Трифонов, Иво Сиромахов, Георги Милчев – Годжи, Николай Станоев и Красимир Радков, които са част от вечерното токшоу „Шоуто на Слави“.[11][12][13]
- Това е втория озвучен филм на Александра Сърчаджиева (Матилда), след „Самолети“ и „Самолети: Спасителен отряд“. След 3 години повтаря героинята си във втория филм.[14]
- Николай Урумов озвучава Могъщия орел в първия и втория филм.

| Обработка              | Александра Аудио |
| ---------------------- | ---------------- |
| Режисьор на дублажа    | Ваня Иванова     |
| Изпълнителен продуцент | Васил Новаков    |